# Szafranówka
Szafranówka, 742 m, Safronówka 741 m (słow. Šafranovka) – szczyt w głównym grzbiecie Małych Pieninach, na granicy polsko-słowackiej. Polskie stoki znajdują się w granicach Szczawnicy, w województwie małopolskim, w powiecie nowotarskim.
Szafranówka w południowo-wschodnim kierunku sąsiaduje z Witkulą (736 m), natomiast na zachodzie przez dość głęboką przełęcz – z Bystrzykiem (704 m). Szczyt jest zwornikiem dla odbiegającego na północ, ku dolinie Grajcarka, grzbietu kulminującego w Palenicy (722 m) Palenicę od Szafranówki dzieli przełęcz nazywana według różnych źródeł Maćkówkami bądź Maćkówką. Północno-zachodni stok opada do doliny spływającego spod Maćkówek Głębokiego Potoku i jego recypienta – Dunajca, północno-wschodni obniża się ku dolinie Grajcarka, południowy zaś odwadnia Leśnicki Potok. Z północno-wschodniej strony szczytu znajduje się dolinka potoku Zabaniska, jego nazwa świadczy o tym, że dawniej prowadzono jakieś prace górnicze (kopalnię nazywano dawniej banią).
Wierzchołek jest zakończony ostrą skalistą granią zbudowaną z wapieni krynoidowych, ale stoki są częściowo porośnięte zaroślami leszczyny i olszy szarej. Sam graniczny wierzchołek jest zalesiony od południa, jednak w kierunku północnym i zachodnim rozciąga się z niego widok na Pieniny, Gorce i Pasmo Radziejowej w Beskidzie Sądeckim. Ponadto widać też masyw najwyższej w Beskidzie Wyspowym Mogielicy. W stokach znajduje się skalny szyb o głębokości 3 m, dawniej podobno był głębszy.
Przez szczyt przebiegają dwa piesze szlaki turystyczne – niebieski (Tarnów – Wielki Rogacz) na odcinku z Wysokich Skałek (Wysokiej) do schroniska „Orlica” i Drogi Pienińskiej oraz żółty prowadzący ze Szczawnicy przez Palenicę na Szafranówkę. Na grzbiecie na zachód od szczytu odbiega słowacki żółty szlak do wsi Leśnica. Na stokach po północnej stronie usytuowane są trasy narciarskie oraz wyciąg orczykowy.
Z rzadkich w Polsce gatunków roślin stwierdzono występowanie irgi czarnej i omanu wąskolistny.

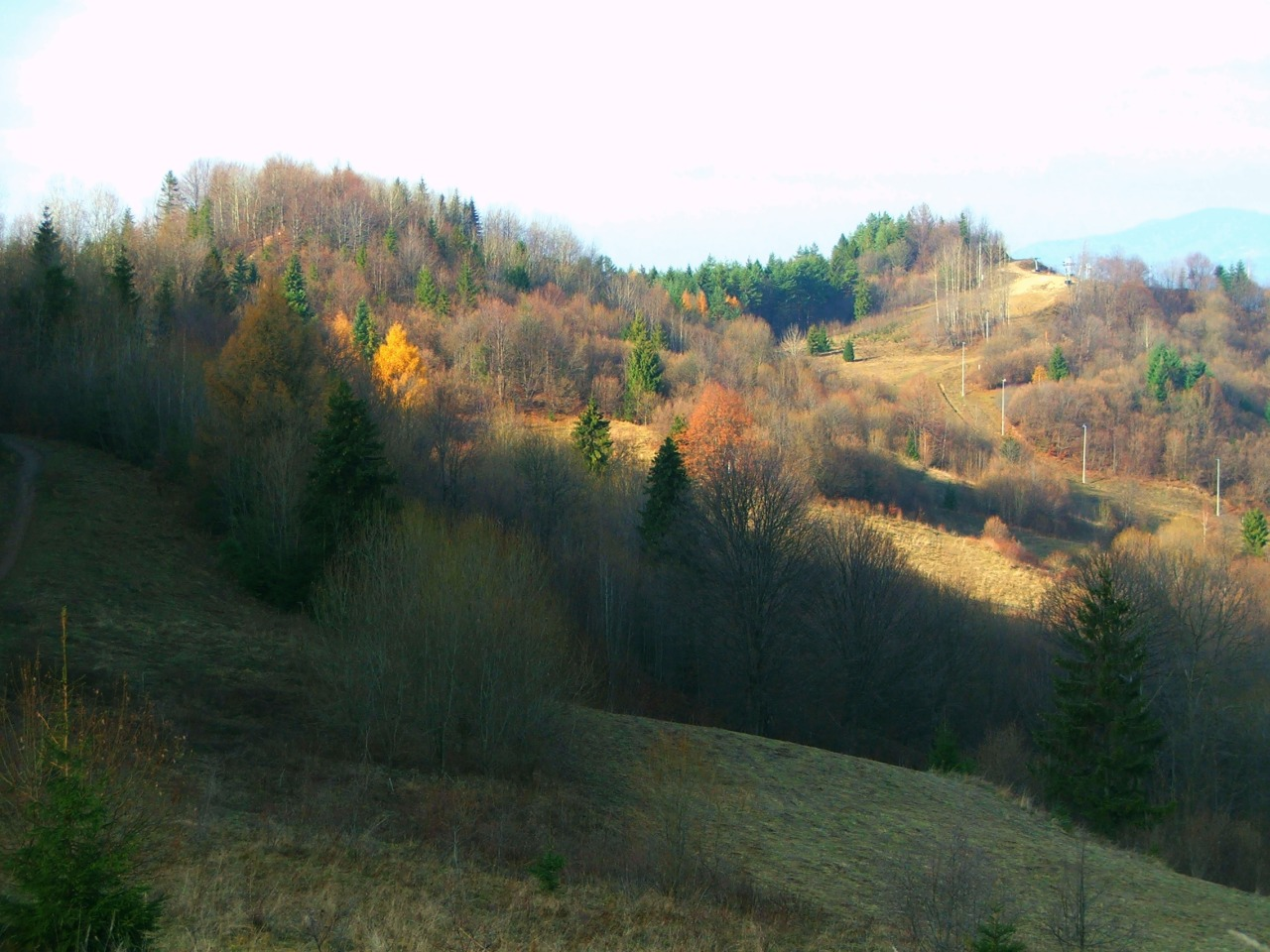
Witkula i Szafranówka (z prawej strony)
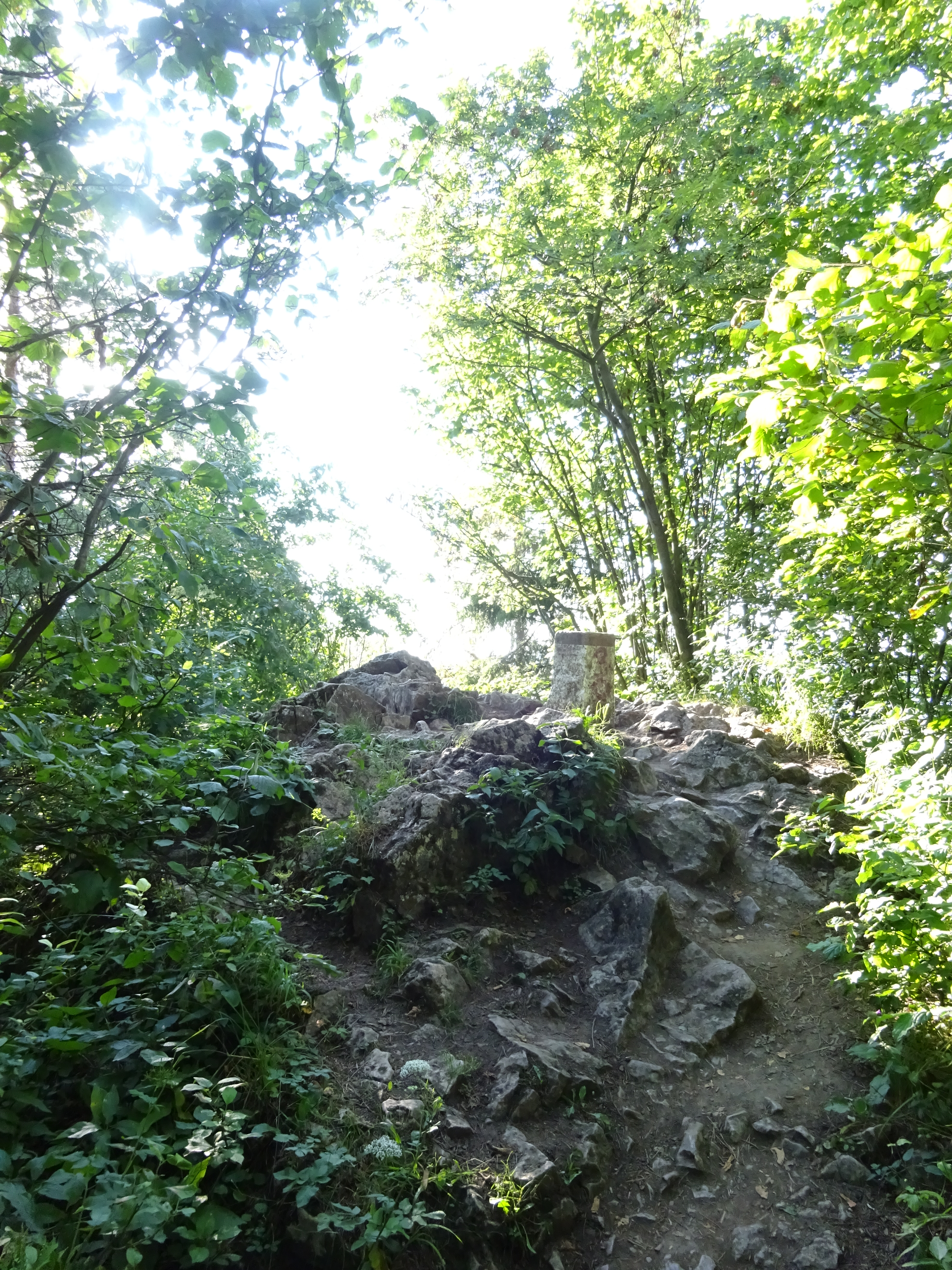
Zalesiony, wapienny szczyt Szafranówki
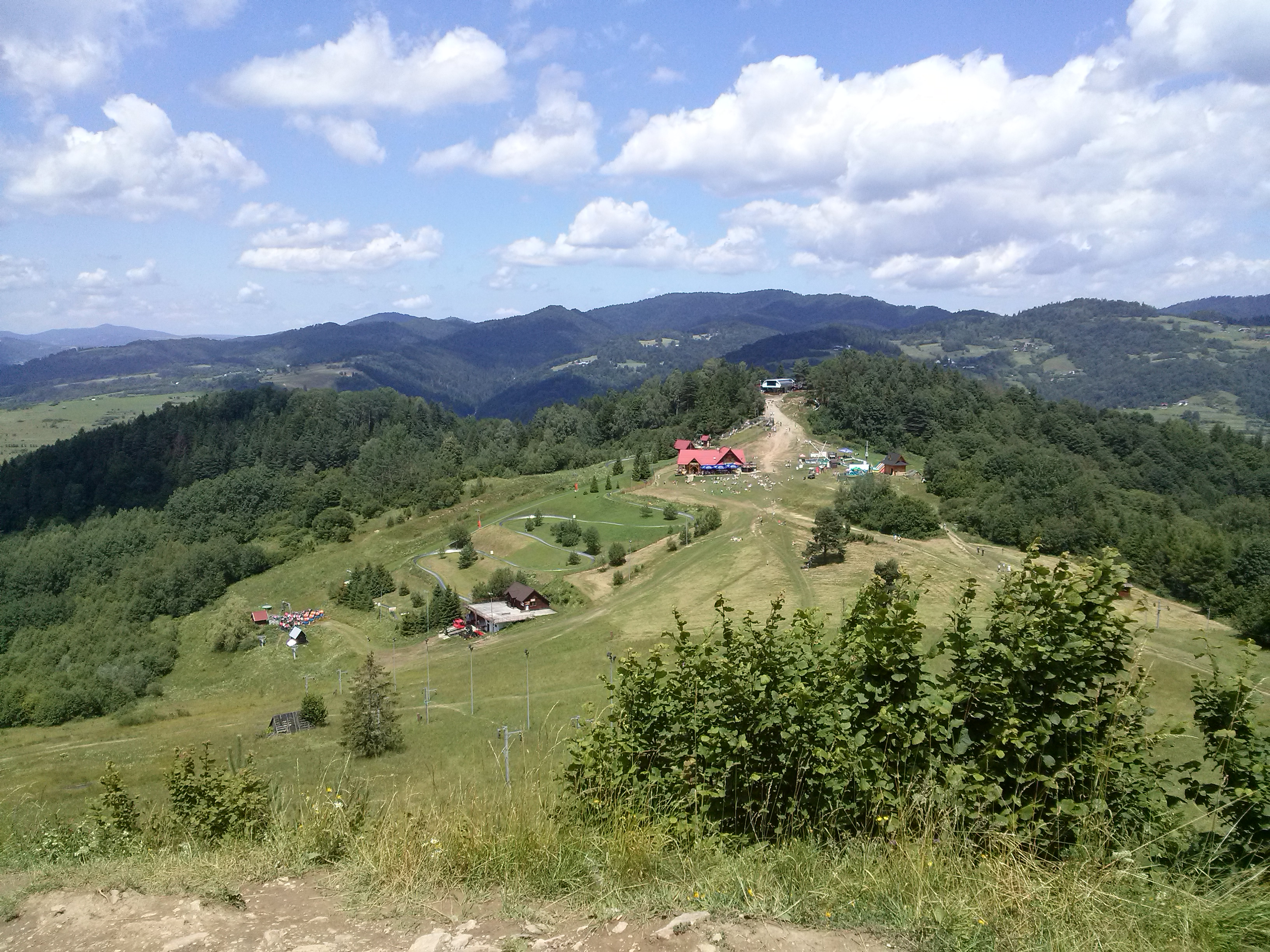
Widok z Szafranówki na przełęcz Maćkówki i Palenicę

## Szlaki turystyki pieszej
Główny Szlak Pieniński: odcinek Wysokie Skałki – Droga Pienińska
- z Wysokich Skałek (skrzyżowanie ze szlakiem zielonym do Jaworek pod szczytem) 2:20 h (↑ 2:40 h)
- z Drogi Pienińskiej 1:10 h (↓ 0:55 h)

 Szczawnica – Palenica – Szafranówka
- ze Szczawnicy 1:10 h (↓ 1 h), z Palenicy 0:15 h (z powrotem tyle samo)

  z Leśnicy na przełęcz na zachód od szczytu, dalej niebieskim
- z Leśnicy 1:15 h (↓ 1 h)